# Blue Lake (Kalifornia)
Blue Lake város az USA Kalifornia államában, Humboldt megyében. Lakosainak száma 1208 fő (2020. április 1.). 
A település népességének változása:

| 2010 | 1 253 |
| 2020 | 1 208 |